# Nortrup

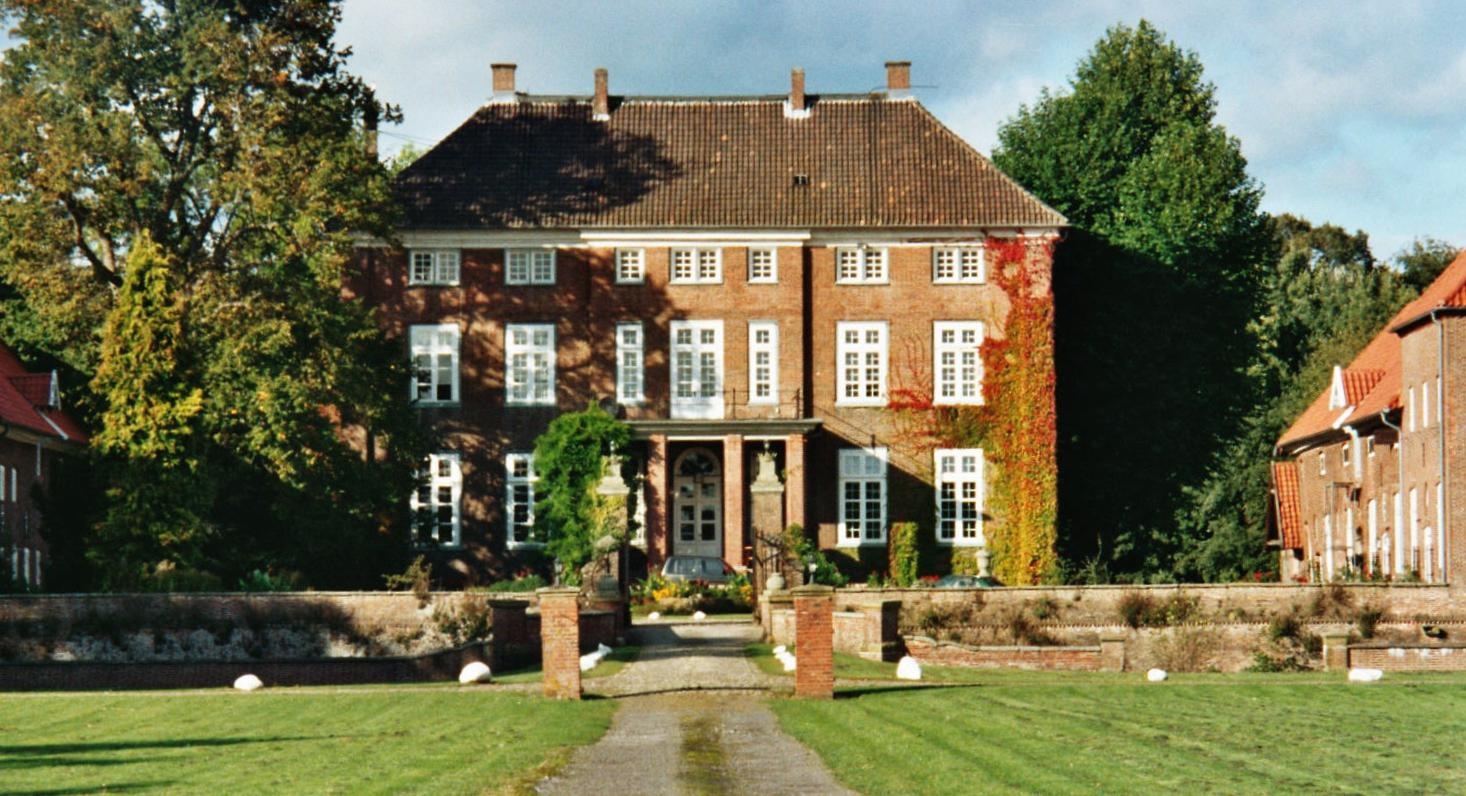
Landgoed in Nortrup

Nortrup is een gemeente in de Duitse deelstaat Nedersaksen. De gemeente maakt deel uit van de Samtgemeinde Artland (zie voor verdere informatie aldaar) in het Landkreis Osnabrück. Nortrup telt 2.970 inwoners.
- Gemeinsame Normdatei: 4387434-4
- Library of Congress Control Number: n93017875
- Nationale Bibliotheek van Tsjechië: xx0122418
- Nationale Bibliotheek van Israël: 987007535468005171
- Virtual International Authority File: 146728453
- WorldCat: E39PBJkxFCWQgVFbgQfVtbvPwC

Alfhausen · 
Ankum · 
Bad Essen · 
Bad Iburg · 
Bad Laer · 
Bad Rothenfelde · 
Badbergen · 
Belm · 
Berge · 
Bersenbrück · 
Bippen · 
Bissendorf · 
Bohmte · 
Bramsche · 
Dissen am Teutoburger Wald · 
Eggermühlen · 
Fürstenau · 
Gehrde · 
Georgsmarienhütte · 
Glandorf · 
Hagen am Teutoburger Wald · 
Hasbergen · 
Hilter am Teutoburger Wald · 
Kettenkamp · 
Melle · 
Menslage · 
Merzen · 
Neuenkirchen · 
Nortrup · 
Ostercappeln · 
Quakenbrück · 
Rieste · 
Voltlage · 
Wallenhorst